# إيكاترينا تيودورويو
إيكاترينا تيودورويو (بالرومانية: Ecaterina Teodoroiu) (تنطق بالرومانية: "ekateˈrina te.odoˈroju"، تعرف أيضا باسم «كاتالينا تيودورويو»، من مواليد 15 يناير 1894- 3 سبتمبر 1917) جندية رومانية قاتلت وتوفيت في الحرب العالمية الأولى، وتعتبر بطلة لرومانيا. غالبا ما يقارنها الناس مع الملكة ماريا ملكة رومانيا.

## السيرة الذاتية

### النشأة

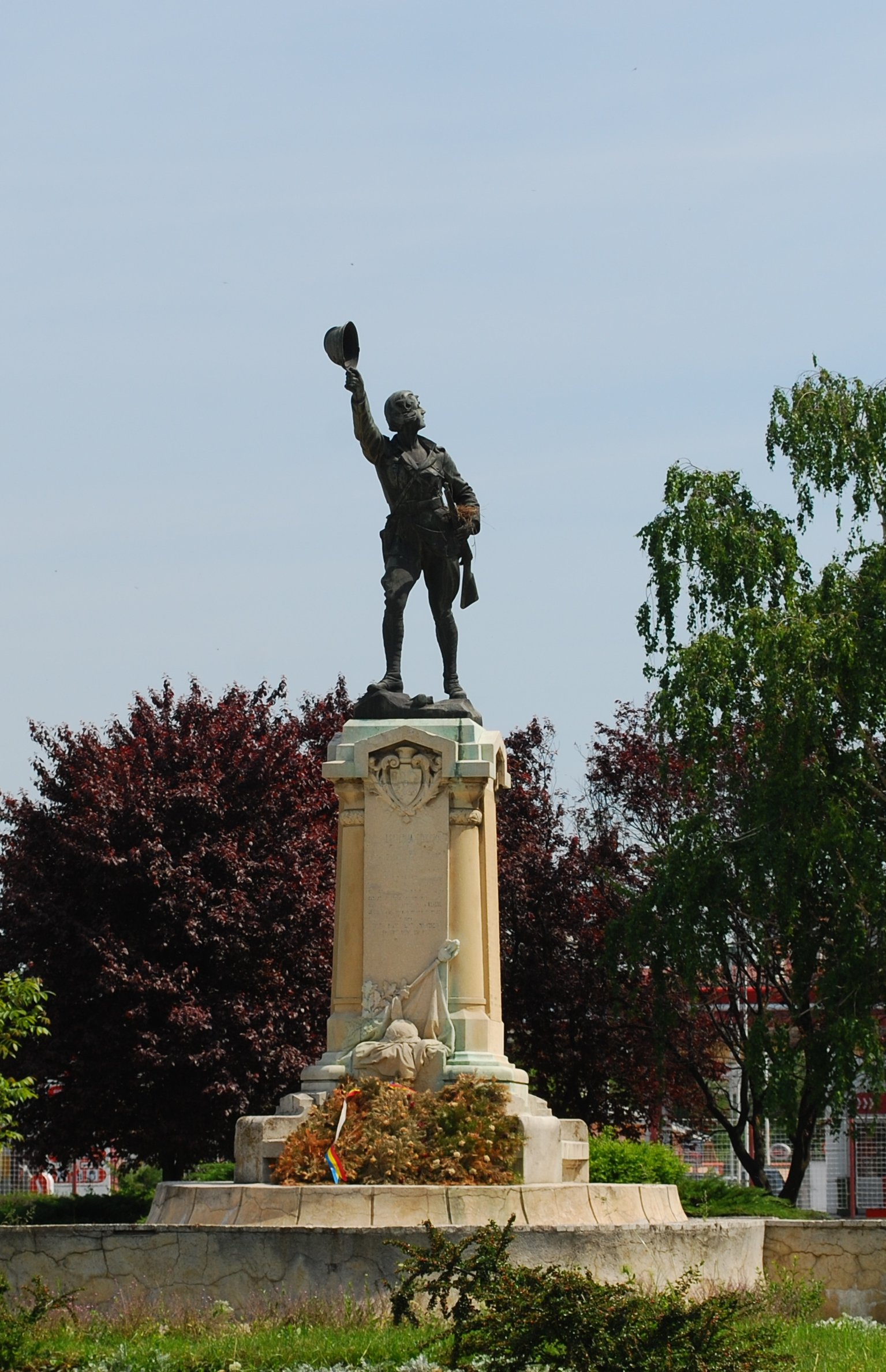
نصب تذكاري لإيكاترينا تيودورويو في سلاتينا

ولدت في قرية فاديني (Vădeni) (جزء من ترجو جيو في الوقت الحاضر)، في المنطقة التاريخية من أولتينيا، في عائلة إيلينا وفاسيلي تيودورويو، كلاهما كانا يعملان كمزارعين. كان لها خمسة أشقاء (نيكولاي، إفتيمي، أندريه، آيون وفاسيلي) وشقيقتان (إليزابيتا وسابينا). درست لمدة 4 سنوات في فاديني وترجو جيو (في المدرسة الابتدائية الرومانية الألمانية) وتخرجت من مدرسة البنات في بوخارست، كانت ستصبح معلمة عندما دخلت المملكة الرومانية الحرب العالمية الأولى في جانب الحلفاء، في عام 1916.

### حياتها العسكرية
بدأت تيودورويو حياتها العملية كعضو في كشافة رومانيا، كممرضة في البداية لكنها قررت لاحقًا أن تصبح جنديًا في خط المواجهة، متأثرة جدًا بوطنية الجرحى ووفاة شقيقها نيكولاي، الرقيب في الجيش الروماني. تم اعتبار قرارها غير عادي لامرأة من تلك الحقبة لذا تم إرسالها إلى الجبهة على مضض. ومع ذلك، وبدعم من العائلة المالكة الرومانية، سرعان ما أثبتت جدارتها كرمز وكجندي.
أثناء عملها كممرضة، في 14 أكتوبر، انضمت إيكاترينا إلى المدنيين وجنود الاحتياط الذين كانوا يقاتلون لصد هجوم السرية البافارية التابعة للجيش الألماني التاسع عند الجسر فوق نهر جيو، أمام ترجو جيو. نتيجة الإعجاب بشجاعتها، دعت العائلة الملكية إيكاترينا إلى بوخارست في 23 أكتوبر.
في 30 أكتوبر، ذهبت إلى خط المواجهة لرؤية شقيقها نيكولاي، الرقيب في فوج المشاة 18، الذي قتل بعد ذلك بوقت قصير، في 1 نوفمبر بقذيفة أثناء قتال بالقرب من بورسيني.
رغبة منها في الثأر من وفاة شقيقها، طلبت إيكاترينا من العقيد أوبوغينو الانضمام إلى فوج المشاة الثامن عشر كمتطوع. قررت أن تثبت فيما بعد مهاراتها العسكرية باستخدام حيلة لتجنب أسرتها، المحاطة بالعدو، وخوفا من أن يؤخذوا كأسرى حرب.
مع ذلك، تم القبض عليها في وقت لاحق أثناء القتال على مرتفعات روسينا- بيشينا- تونسي في ليلة 3,4 نوفمبر 1916، لكنها تمكنت من الهرب بجروح طفيفة بعد الدفاع عن نفسها مستخدمة مسدس مخفي والذي كان يمتلكه الجندي الألماني الذي كان يحرسها. في 6 نوفمبر، شاركت إيكاترينا في المناوشات القريبة من بارباتيشت وتانتاري. بعد فترة وجيزة، أثناء القتال بالقرب من فيليائي، أصيبت في ساقيها بقذيفة، وتم نقلها إلى كرايوفا، ثم إلى بوخارست ثم نقلت إلى المستشفى في وقت لاحق في مستشفى «الملك فرديناند» العسكري في ياش.
في 23 يناير 1917، خرجت من المستشفى، وقد التقت سابقًا بالملازم الثاني جورج فورنيو (شقيق زميل سابق في المدرسة) في المستشفى وطلبت السماح لها بالانضمام إلى فوج المشاة 43/59 كممرضة متطوعة.
تقديرا لشجاعتها، حصلت على ميدالية «الفضيلة الكشفية» وميدالية الفضيلة العسكرية، الدرجة الثانية، في 10 مارس 1917. في 17 مارس 1917، حصلت على ميدالية الفضيلة العسكرية، من الدرجة الأولى، وحصلت على ملازم أول فخري للملك فرديناند وتولى قيادة كتيبة مكونة من 25 رجلاً في الفرقة السابعة (فوج المشاة 43/59، الفرقة 11)، بقيادة الملازم الثاني جورج فورنيو.
بدءًا من 25 أبريل، تم إيواء الفوج في كوديشت، إقليم فاسلوي. في الرابع من أغسطس، استعد الفوج 43/59، وهو جزء من احتياطي الجيش الأول بقيادة الجنرال إريما غريغوريسكو، للانضمام إلى الهجوم القادم. في 5 أغسطس، غادر الفوج فاسلوي متوجها إلى تيكوسي، وعبر سيرت وتمت معسكرته في غابة مالطا، بالقرب من خط المواجهة.
في 17 أغسطس، طلبت تيودورويو من قائد الفرقة 11، الجنرال إرنست بروتيانو، أن تبقى في المستشفى المتنقل خلف الجبهة، لكن الملازم الثاني تيودوروي رفض طلبها بشدة. طلبت منه بعدها مرة أخرى السماح له بالانضمام إلى فصيلتها في المعركة المقبلة.
في 20 أغسطس، تم حفر فوج 43/59 على تل سيكيوليه في منطقة مونكوررلو-فارنيثا.
في 3 سبتمبر 1917 (أو في 22 أغسطس على النمط القديم)، تعرضت الخطوط الرومانية للهجوم من قبل فوج الاحتياط الألماني الأربعين التابع لفرقة المشاة 115. بينما كانت تقود كتيبتها في هجوم مضاد، أصيبت بنيران الرشاشات في صدرها (وفقًا لبعض المصادر)، أو في الرأس (وفقًا لمصادر أخرى). ووفقًا للأمر العام رقم 1 الصادر في اليوم التالي من قبل العقيد كونستانتين بومبونيو، الضابط القائد في فوج 43/59، كانت آخر كلماتها قبل الموت: «إلى الأمام، الرجال لا يستسلموا، ما زلت معكم!». أطلق عليها هنري برتلو اسم «جان دارك الرومانية» لشجاعتها المتميزة وحبها الوطني وتضحيتها الذاتية.

## الوفاة
دفنت في البداية بالقرب من الجبهة، في فيتونيشتي. ثم تم دفن بقاياها في يونيو 1921 في سرداب في وسط مدينة ترجو جيو. تم تكريم قبرها من خلال نصب تم إنشاؤه في عام 1936 من قبل ميليتا بيتراسكو.

## المعرض

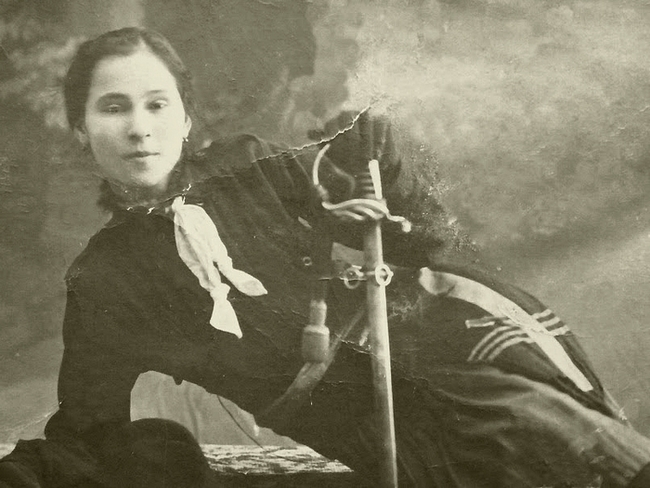
صورة إيكاترينا تيودورويو
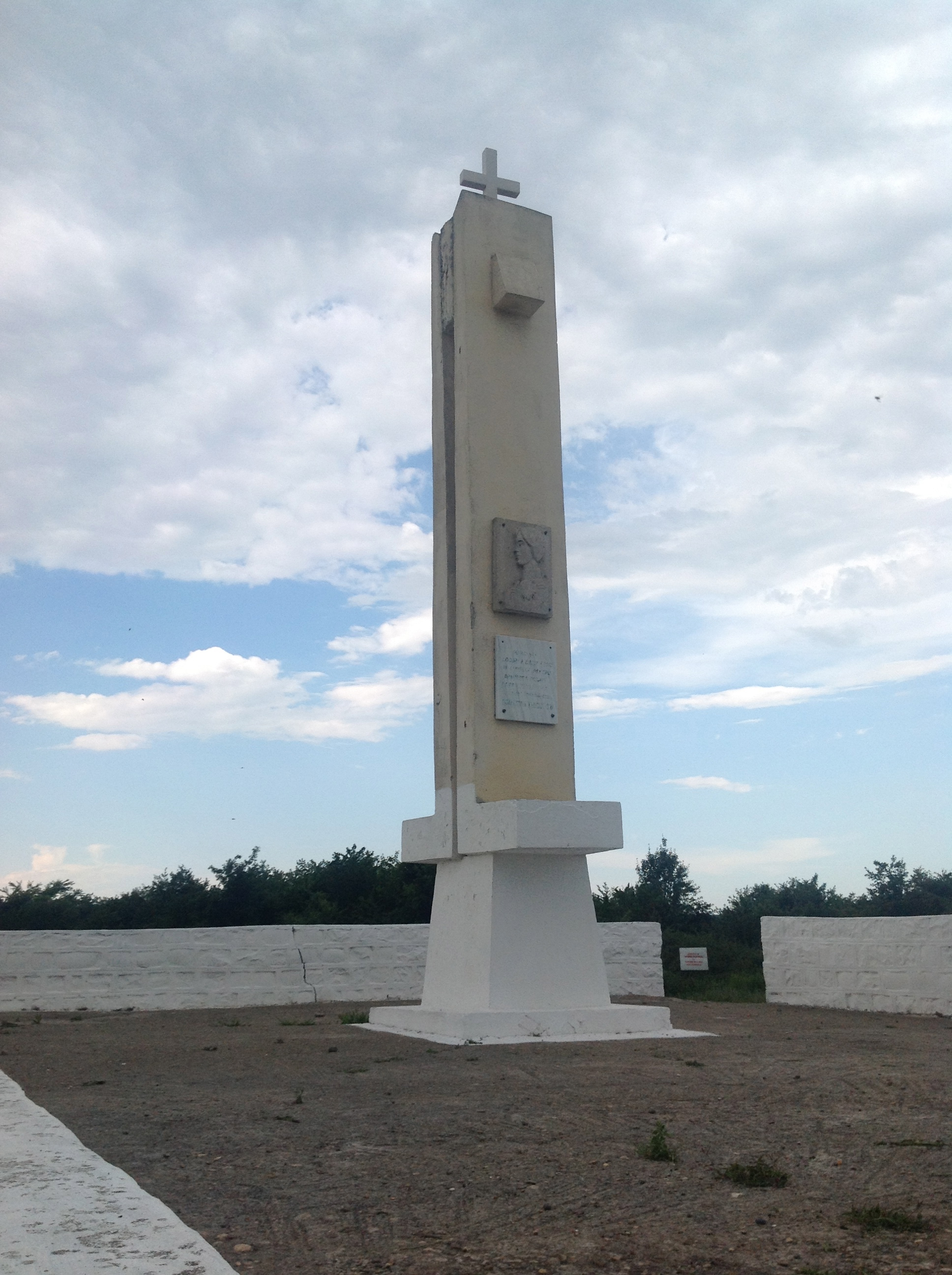
نصب تذكاري لبانشيو في موقع وفاتها (45°57′35.8″N 27°01′16.5″E / 45.959944°N 27.021250°E)

## وصلات خارجية
- السيرة الذاتية لإيكاترينا تيودورويو، باللغة الرومانية.
- وثائقي عن حياة إيكاترينا تيودورويو.
- إيكاترينا تيودورويو بطلة رومانيا